# Francisquito
Francisco Rodríguez Riego (Islas Canarias, España, 30 de octubre de 1945), conocido en los medios deportivos por Francisquito debido a su baja estatura y veloz zancada, es un exfutbolista hispano-venezolano que se desempeñaba como delantero y llegó a debutar con la Selección de Venezuela en 1972.

## Trayectoria
Fue contratado por el club Unión Deportiva Canarias para la temporada de 1967 y tras dos temporadas con el combinado colonial caraqueño anotó sólo un gol, por lo que fue liberado y recibió una oportunidad en 1969 de unirse al Anzoátegui FC, equipo con el que se convirtió en uno de los atacantes más destacados de la década de los 70 en la Liga Mayor de fútbol profesional venezolano y que le valió ser líder goleador del temporada 1972 del campeonato nacional, para recibir una convocatoria a la Selección de Venezuela.

## Clubes como jugador
| Temporadas | Club                      | Goles |
| ---------- | ------------------------- | ----- |
| 1967-1968  | Unión Deportiva Canarias  | 01    |
| 1969-1974  | Anzoátegui FC             | 45    |
| 1975-1978  | Universitarios de Oriente | 14    |